# Hirondelle de Guinée
Hirundo lucida
Espèce
Statut de conservation UICN

 LC  : Préoccupation mineure
L'Hirondelle de Guinée (Hirundo lucida) est une espèce de passereau de la famille des Hirundinidae présente en Afrique.

## Répartition
Son aire de répartition s'étend sur la Mauritanie, le Sénégal, la Gambie, la Guinée-Bissau, la Guinée, le Mali, la Sierra Leone, la Côte d'Ivoire, le Burkina Faso, le Ghana, le Togo, le Bénin, le Nigeria, le Niger, la Guinée équatoriale, le Gabon, la République du Congo, l'est de la République démocratique du Congo, l'Éthiopie et la Somalie. Elle est rare au Liberia et en République centrafricaine.

## Liste des sous-espèces
Cet oiseau est représenté par trois sous-espèces :
- Hirundo lucida lucida Hartlaub, 1858 ;
- Hirundo lucida rothschildi Neumann, 1904 ;
- Hirundo lucida subalaris Reichenow, 1905.